# Sara Gijón
Sara Gijón Cabrera (27 de marzo de 1994) es una deportista española que compitió en natación sincronizada. Ganó una medalla de plata en el Campeonato Europeo de Natación de 2014, en la prueba combinación libre.

## Palmarés internacional
| Campeonato Europeo | Campeonato Europeo | Campeonato Europeo | Campeonato Europeo |
| Año                | Lugar              | Medalla            | Prueba             |
| ------------------ | ------------------ | ------------------ | ------------------ |
| 2014               | Berlín (Alemania)  | Medalla de plata   | Combinación libre  |